# Anarchopedia
Anarchopedia (in italiano Anarcopedia) è un'enciclopedia online focalizzata sulla storia e le teorie dell'anarchismo e dei movimenti sociali in genere. Anarcopedia si definisce un progetto «per lo sviluppo di una enciclopedia multi-lingua, finalizzata a chiarificare teorie e pratiche del movimento anarchico nel suo complesso, ma anche a porsi in sé come esperienza anarchica di azione diretta». Si descrive inoltre come «la prima enciclopedia wiki anarchica». Anarchopedia è sembrato per lungo tempo aver cessato la propria attività a causa di problemi tecnici rimasti irrisolti, che alcuni utenti hanno attribuito alla mancata volontà del gestore di risolverli, salvo poi tornare online quantunque senza poter riprendere pienamente le proprie attività. Proprio a causa dei continui problemi tecnici è attivo un nuovo sito web che contiene le voci anarcopediane.

## Cos'è Anarcopedia
È un'enciclopedia wiki parziale ("esprime un punto di vista anarchico e non neutrale") attiva dal 30 settembre 2004, quando è stata fondata dall'anarchico serbo Miloš Rancic. Simile a Wikipedia, Anarcopedia privilegia però temi che includono il sindacalismo rivoluzionario, il socialismo libertario, l'ecologismo radicale, le energie rinnovabili, la controcultura, l'arte avanguardista, il femminismo radicale, le controeconomie e le associazioni in cooperativa, il movimento di occupazione, lo hacktivismo, il software libero e la conoscenza libera, le filosofie dissidenti, le questioni sull'antiautoritarismo, le libertà civili, l'uguaglianza sociale e tutto quello che abbia a che fare con una prospettiva anarchizzante e come pratica dell'attivismo libertario. Privilegia articoli inerenti all'anarchia e con una visione critica del capitalismo.
Dal 2009 è possibile postare nuove voci solo se si è utenti registrati mentre è invece possibile modificare e contribuire alla stesura di voci preesistenti anche senza alcuna registrazione. Gli utenti registrati e autoconfermati hanno anche le funzioni aggiuntive degli amministratori, vale a dire proteggere e cancellare pagine. Non hanno tuttavia la possibilità di bloccare utenti o modificare pagine del namespace MediaWiki in quanto queste funzioni sono riservate agli amministratori. Questo procedimento è reso necessario dalla continua presenza di vandali informatici. Anarcopedia viene amministrata per autogestione e con la ricerca del consenso tra gli utenti.
Usa il medesimo software MediaWiki di Wikipedia con nuove implementazioni, per cui è un suo fork, ma è un progetto completamente separato, fondato sulla libera partecipazione degli utenti strutturati orizzontalmente e senza alcun gruppo dirigente che ne orienti le scelte. Su Anarcopedia inoltre sono presenti molte pagine cancellate da Wikipedia, spesso corredate da commenti anche in aperta polemica contro le regole e i cinque pilastri. Il progetto presenta molte migliaia di voci in diverse lingue, tra cui l'inglese, il francese, il tedesco, lo spagnolo e l'italiano.
Secondo Luíza Uehara de Araújo il progetto di Anarchopedia, che si sviluppa seguendo le logiche dell'anarchia, è confrontabile con le aspettative espresse a inizio XX secolo dall'anarchico Sébastien Faure, fondatore nel 1925 dell'Enciclopedia anarchica, mai terminata, di cui furono pubblicati fino al 1938 i primi quattro volumi.

## Nasce una nuova anarcopedia
Visti i problemi tecnici che sorgevano continuamente e vista l'indifferenza dei gestori del sito a risolverli, un gruppo di utenti italiani ha dato vita a una nuova Anarcopedia (questa volta esclusivamente italiana e non multilingue) recuperando le voci di quella precedente.